# Нурджан Тайлан
Нурджан Тайлан  (на турски: Nurcan Taylan) е турска състезателка по вдигане на тежести.
Тя притежава 6 европейски и световен рекорд.
Тайлан е родена в Анкара на 29 октомври 1983 г.